# The Dark Discovery
The Dark Discovery utkom 1998 och är ett studioalbum av det svenska metalbandet Evergrey.

## Låtlista
Text: Tom S. Englund (der inget annat anges)
Musik: Evergrey
| Nr  | Titel                       | Text                 | Längd |
| --- | --------------------------- | -------------------- | ----- |
| 1.  | "Blackened Dawn"            |                      | 3:52  |
| 2.  | "December 26th"             |                      | 5:05  |
| 3.  | "Dark Discovery"            |                      | 3:35  |
| 4.  | "As Light Is Our Darkness"  | Daniel Nojd, Englund | 2:00  |
| 5.  | "Beyond Salvation"          |                      | 4:03  |
| 6.  | "Closed Eyes"               |                      | 6:39  |
| 7.  | "Trust and Betrayal"        |                      | 4:18  |
| 8.  | "Shadowed"                  |                      | 3:52  |
| 9.  | "When the River Calls"      |                      | 4:28  |
| 10. | "For Every Tear That Falls" |                      | 4:14  |
| 11. | "To Hope Is to Fear"        |                      | 5:39  |

| 12. | "For Every Tear That Falls" (Bonusvideo) |  |

## Medverkande
Musiker (Evergrey-medlemmar)
- Tom Englund – sång, gitarr
- Dan Bronell – gitarr
- Daniel Nojd – basgitarr
- Patrick Carlsson – trummor
- Will Chandra – keyboard

Bidragande musiker
- Carina Englund – sång
- Andy LaRocque – gitarr (spår 6)
- Mattias Ia Eklundh – gitarr (spår 9)

Produktion
- Andy LaRocque – producent, ljudtekniker, ljudmix
- Evergrey – producent, ljudtekniker, ljudmix
- Necrolord (Kristian Wåhlin) – omslagskonst